# Paralcis albiclausia
Paralcis albiclausia är en fjärilsart som beskrevs av W. Warren 1906. Paralcis albiclausia ingår i släktet Paralcis och familjen mätare. Inga underarter finns listade i Catalogue of Life.